# Carsten Fischer
Carsten Elben Fischer (11. juni 1936 – 19. juli 2015) var en dansk tv-reporter.
Carsten Fischer var ansat på DR i over 40 år. Han begyndte i 1963 som sportsreporter, senere fulgte han blandt de store brobyggerier i en serie tv-programmer.